# Maison Henry-Stuart
La maison Henry-Stuart est une résidence bourgeoise composée d'un cottage et d'un jardin à l'anglaise située sur la Grande Allée à Québec. Elle est considérée comme un remarquable exemple de cottage Regency au Québec. Elle a été classée immeuble patrimonial en 1988 et désignée lieu historique national du Canada en 1999. Elle est aujourd'hui gérée par Action patrimoine.

## Construction et histoire
La maison est construite par Joseph Archer entre 1849 et 1850 pour Maria Curry, la femme du marchand William Henry. Dès sa complétion, la propriétaire louera la résidence à Joseph-André Taschereau, juge et homme politique. En 1856, le surintendant médical de l'installation de quarantaine de Grosse-Île George Mellis Douglas acquiert la maison puis elle sera louée à Henry Dining, un constructeur de bateaux, de 1864 à 1874. À la mort de Douglas, la maison est vendue à John Hearn, un homme politique ayant siégé à l'Assemblée nationale du Québec et à la Chambre des communes du Canada. Ce dernier la louera à diverses personnes dont Joseph-Israël Tarte. En 1918, la maison est vendue à l'avocat Gustavus George Stuart, pour qu'elle soit habitée par ses nièces Mary-Lauretta et Adèle.